# Hohfrankenheim
Hohfrankenheim é uma comuna francesa na região administrativa de Grande Leste, no departamento Baixo Reno.
Estende-se por uma área de 2,75 km². Em 2010 a comuna tinha 272 habitantes (densidade: 98,9 hab./km²).